# Glacies coracina
Glacies coracina (syn. Psodos coracina) is een vlinder uit de familie van de spanners (Geometridae).
De spanwijdte van deze vlinder is 38 tot 48 millimeter. De grondkleur is grijs. De dwarslijnen zijn bruin. De vleugels hebben een duidelijke middenstip. 
De soort gebruikt kraaihei als waardplant. De soort vliegt in een jaarlijkse generatie in juni en juli. De rups overwintert tweemaal.
De soort komt voor in bergachtige gebieden van Noord-Europa tot Siberië en Japan en daarnaast in de Alpen en de berggebieden van Roemenië en Bulgarije.